# Operação Mosqueteiro

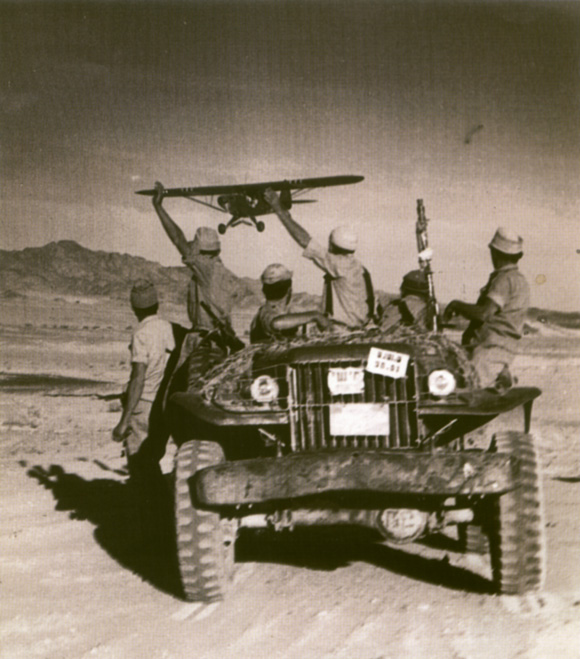
Soldados israelenses acenando para um avião da Força Aérea Francesa em 29 de outubro de 1956

Operação Mosqueteiro (em francês:  Opération Mousquetaire; em inglês:  Operation Musketeer) foi o plano anglo-francês para a invasão da zona do canal de Suez para capturar a via marítima do Egito durante a Crise de Suez em 1956. O governo egípcio, liderado pelo coronel Gamal Abdel Nasser, buscava controle político sobre o canal, o que os europeus discordavam. 
A operação tinha inicialmente recebido o codinome Operação Hamilcar, mas este nome foi rapidamente retirado quando se descobriu que os britânicos estavam pintando uma letra H de reconhecimento aéreo em seus veículos, enquanto os franceses, que soletravam "Amílcar", estavam pintando um A. O termo "mosqueteiro" foi escolhido como substituto porque começava com M em ambas as línguas. Israel, que invadiu a península do Sinai, tinha como objetivo adicional abrir o Estreito de Tiran e impedir as incursões dos fedayeen em seu território. A operação militar anglo-francesa foi originalmente planejada para o início de setembro, mas a necessidade de coordenação com Israel a adiou até o início de novembro. No entanto, em 10 de setembro, políticos britânicos e franceses e chefes do Estado-maior concordaram em adotar as alterações do general Charles Keightley nos planos militares com a intenção de reduzir as baixas de civis egípcios. O novo plano, renomeado Musketeer Revise, forneceu a base da operação real de Suez.
O exército deveria pousar originalmente em Alexandria, mas o local foi posteriormente mudado para Porto Said, uma vez que um desembarque em Alexandria teria sofrido oposição da maioria do exército egípcio, exigindo a implantação de uma divisão blindada. Além disso, um bombardeio preliminar de uma área densamente povoada teria envolvido dezenas de milhares de vítimas civis. O bombardeio naval de Porto Said tornou-se menos eficaz pela decisão de usar apenas armas de 4,5 polegadas em vez de armas de grande calibre, a fim de minimizar o número de vítimas civis.